# دوه‌یاتاقی
دوه‌یاتاقی یکی از روستاهای استان آذربایجان شرقی است که در دهستان چاراویماق مرکزی بخش مرکزی شهرستان چاراویماق واقع شده‌است.این روستا ۱۰۶ نفر جمعیت دارد.

## محصولات
یکی از حاصلخیزترین روستاهای منطقه در زمینه تولید محصولات کشاورزی ازجمله گندم،جو و نخود می‌باشد دامپروری و دامداری نیز از جمله فعالیت های مردم این روستا است.